# Памятная военная медаль (Австрия)
Памятная военная медаль (нем. Kriegserinnerungsmedaille) — австрийская памятная медаль, учреждённая в 1933 году. Медалью награждались австрийские ветераны Первой мировой войны. Мастер-медальер: Эдвин Гринауэр

## Описание
Медаль круглая, шириной 33 мм (1,3 дюйма), изготовлена из томпака. На аверсе медали изображён орёл, обращенный вправо, увенчивающий упрощённый герб Австрии. Под орлом надпись «FÜR ÖSTERREICH» («За Австрию»). На реверсе медали годы «1914-1918», окружённые венком из дубовых листьев по краю.
Медаль подвешивается на треугольной ленте белого цвета шириной 40 мм (1,6 дюйма) с двумя центральными красными полосами шириной 4 мм (0,16 дюйма), а также тонкими красными полосами по краям. Непосредственных участникам боевых действия на ленту крепились позолочёные скрещённые мечи.
|           |          |
| Без мечей | С мечами |